# Escoles velles (Montoliu de Lleida)
Les Escoles velles és una obra de Montoliu de Lleida (Segrià) protegida com a Bé Cultural d'Interès Local.

## Descripció
Edifici entre mitgeres de planta rectangular, coberta a dues vessants i composició simètrica. L'eix de simetria el formen, a la planta baixa, la porta d'accés amb dues finestres a cada banda i la balconada del primer pis que sobresurt respecte de la façana i té dos balcons als costats.
L'edifici té dues plantes i un semisoterrani al qual s'accedeix des del pati posterior. A la planta baixa hi havia les escoles per a nens i per a nenes. A la primera planta hi havia els habitatges dels mestres i l'ajuntament. L'escala, de lloses de pedra en voladís, situada al centre de l'edifici permet deixar lliure la resta de la planta.
Els murs de la façana principal són de pedra irregular, la porta d'accés és d'arc de mig punt i és feta de carreus i dovelles de pedra. Els emmarcaments dels balcons del primer pis són de maó. La volada del balcó presenta rajoles policromades i barana de ferro.
A l'any 2000 es va fer una rehabilitació de la façana i la coberta i al 2002 es van renovar els forjats interiors i es van enderrocar els envans alliberant les tres plantes.

## Història
L'edifici va ser construït l'any 1908 quan era alcalde Sebastià Farré.